# ヤングブラッズ
ヤングブラッズ (YoungBloodZ) とは、アメリカ合衆国のラップグループである。ジョージア州, アトランタにて結成された。
クランクの代表的グループであり、2003年にリリースした2ndアルバム『Drankin' Patnaz』は全米でゴールドディスクを獲得している。代表曲は、同アルバムに収録されている「Damn!」で、全米最高4位まで上昇した。

## 現在のメンバー
- ショーン・P (Sean P)
- J・ボー (J-Bo)

## ディスコグラフィー
- Against da Grain (1999)
- Drankin' Patnaz (2003)
- Ev'rybody Know Me (2005)
- Brang Back Out the Lac (2012)
- Shoes Match The Hat (2012)
- Cadillac Music (2013)